# Liste des cardinaux créés par Alexandre IV
Au cours de son pontificat de 1254 à 1261, le pape Alexandre IV a créé 2 cardinaux.

## Entre le17 aoûtet le1er février1256
- Riccardo di Montecassino, O.S.B., abbé du Mont-Cassin

## Décembre1255
- Tesauro dei Beccheria, O.S.B.Vall., abbé général de son ordre.